# Bunodosoma grandis
Bunodosoma grandis är en havsanemonart som först beskrevs av Addison Emery Verrill 1869.  Bunodosoma grandis ingår i släktet Bunodosoma och familjen Actiniidae. Inga underarter finns listade i Catalogue of Life.